# 収入循環

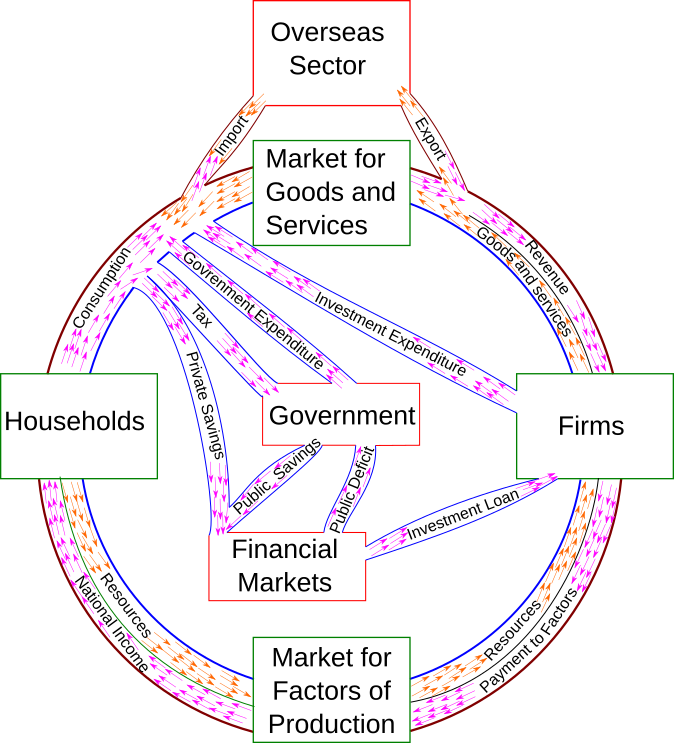
This graph shows the circular flow of income in a five-sector economy. The flow of money is shown with purple, and the flow of goods and services is shown with orange. Money flows in the opposite direction from goods and services.

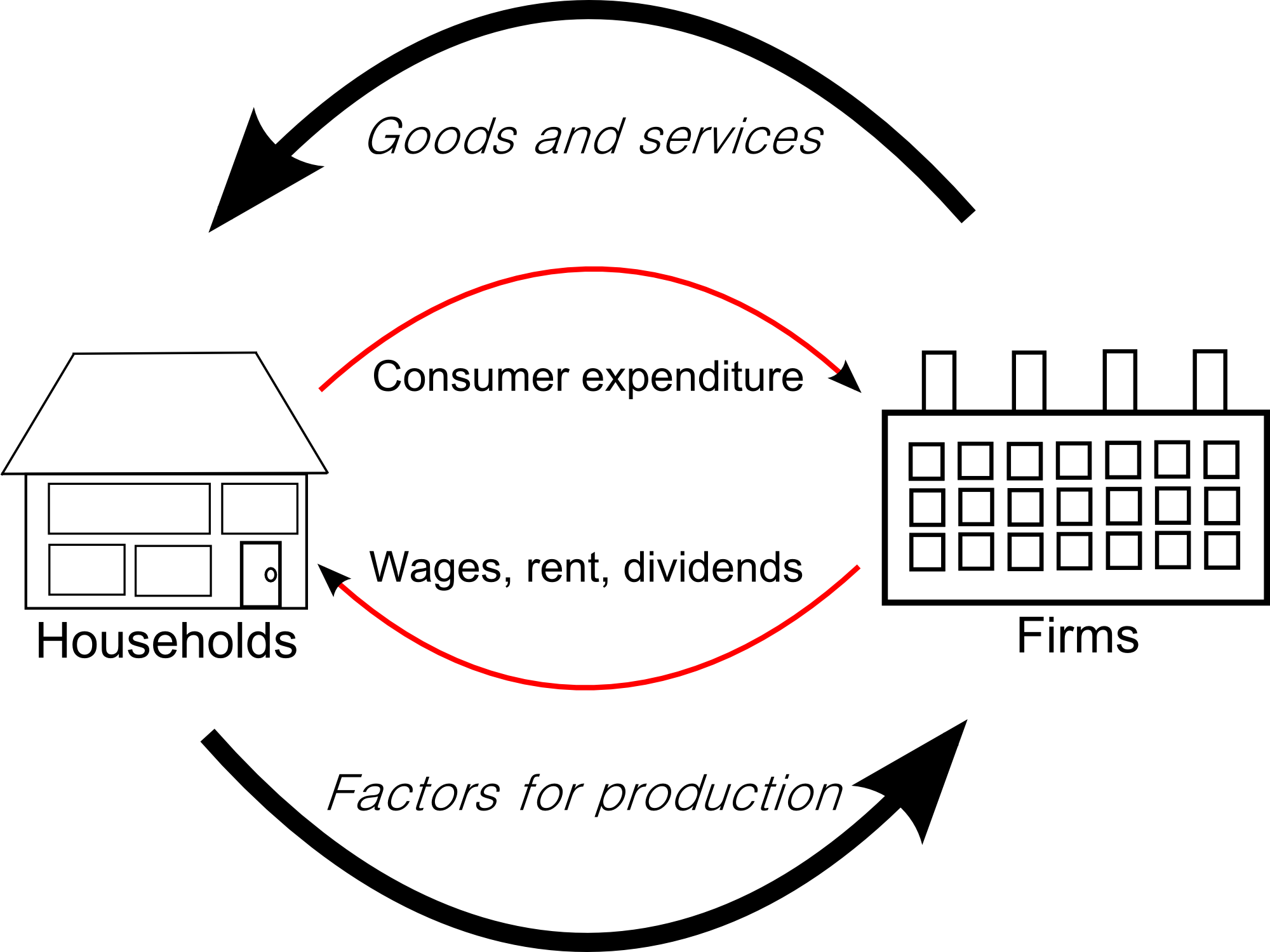
Basic diagram of the circular flow of income. The functioning of the free-market economic system is represented with firms and households and interaction back and forth.

収入循環（しゅうにゅうじゅんかん、The circular flow of income or circular flow）とは、所得の循環的な流れ。

## 解説
主要な交換が経済主体間の貨幣、財、サービスなどの流れとして表される経済のモデルである。閉回路で交換される貨幣と財の流れは、価値において一致するが、逆方向に流れることとなる。
循環フロー分析は国民経済計算、ひいてはマクロ経済学の基礎である。
循環の流れという考え方は、リシャール・カンティヨンの作品にすでに存在していた。フランソワ・ケスネはこの概念を発展させ、いわゆる「経済表」の中で視覚化した。ケネのタブローの重要な発展形が、『資本論』第2巻におけるカール・マルクスの再生産スキームである： そして、ジョン・メイナード・ケインズの『雇用・利子・貨幣の一般理論』である。リチャード・ストーンは、国際連合（UN）と経済協力開発機構（OECD）のためにこの概念をさらに発展させ、現在では国際的に使用されているシステムにまで発展させた。

## 全体像

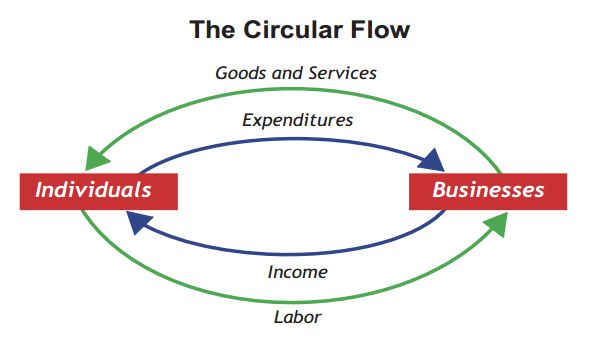
Model of the circular flow of income and expenditure

所得の循環的な流れは、経済全体をよりよく理解するための概念であり、例えば国民所得・生産物勘定（NIPAs）などがある。最も基本的な形では、企業と個人のみからなる単純な経済を考え、いわゆる「循環フロー図」で表すことができる。この単純な経済では、個人が労働力を提供することで、企業は財やサービスを生産することができる。これらの活動は、図の緑色の線で表されている。
あるいは、こうした取引を金銭の流れという観点から考えることもできる。企業は、労働の対価として（報酬という形で）個人に所得を提供する。その収入は、企業が生産する商品やサービスに使われる。これらの活動は、上図の青い線で表されている。
循環フロー図は、財やサービスの生産（または経済の「アウトプット」）と、その生産から生み出される所得など、経済で発生する「フロー（活動）」の相互依存関係を示している。循環フローはまた、生産から得られる所得と、生産された財やサービスの価値との間の平等性を示している。
もちろん、経済全体は上の図よりもはるかに複雑である。経済には、個人や企業だけでなく、連邦政府、州政府、地方政府、その他の国の住民の相互作用も含まれる。また、この単純な経済の図には示されていないが、資本（生産されたもの、すなわち建造物、設備、研究開発、ソフトウェアなどの固定資産）への投資、金融資本（株式、債券、銀行預金など）の流れ、固定資産の蓄積に対するこれらの流れの貢献など、経済活動の他の側面もある。

## 歴史

### カンティヨン
循環流に関する最も古い考え方のひとつは、18世紀のアイルランド系フランス人の経済学者リチャード・カンティヨンの著作で説明されている。カンティヨンは、1730年に発表した『貿易の本質に関する一般論』の第11章「土地と労働の価値のパーまたは関係」から第13章「商品と商品の流通と交換、およびそれらの生産は、ヨーロッパでは企業家により、リスクを負って行われている」において、この概念を説明している。ソーントン編（2010年）はさらにこう説明している：
カンティヨンは、農地所有者、農民、労働者間の農地生産の分配を示す経済の循環フローモデルを構築している。農業生産物は、企業家や職人によって都市で生産される商品やサービスと交換される。不動産所有者は「独立」しているが、このモデルは、アダム・スミスが『道徳感情論』（1759年）の中で「見えざる手」と呼んだ、あらゆる階層の人々の相互依存関係を示している。カンティヨンは、現代の「カンティヨンの循環フロー経済」の図に表れているように、少なくとも5種類の経済主体、すなわち、不動産所有者、農民、企業家、労働者、職人を区別した。

### ケネ

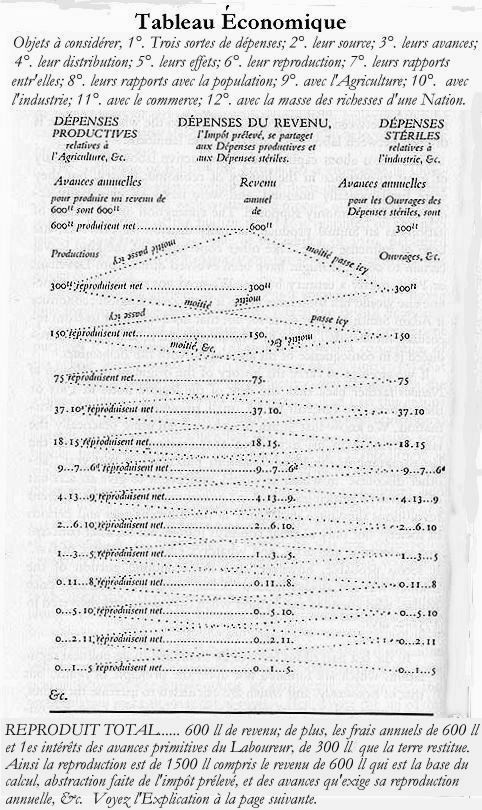
Tableau économique

フランソワ・ケスネはこれらの概念をさらに発展させ、いわゆる「経済表」において、これらの相互作用を時間軸で可視化した最初の人物である。ケネーは、貿易や工業は富の源泉ではないと考え、その代わりに1758年に出版した『経済表』（Tableau économique）の中で、農業の余剰が家賃、賃金、購入という形で経済を流れることによって、2つの理由から真の経済的動因になると主張した。

第一に、規制はすべての社会階層における所得の流れを妨げ、経済発展を阻害する。
第二に、農民のような生産的階層への課税を減らし、地主のような非生産的階層への課税を増やすべきである。
ケネが作成したモデルは、3つの経済主体から構成されていた： 所有」階級は土地所有者のみで構成され、「生産」階級はすべての農業労働者で構成されていた。生産的」階級はすべての農業労働者から構成される。無菌」階級は職人と商人で構成される。3つの階級の間の生産と現金の流れは、土地を所有する所有階級から始まり、他の階級から購入する。ケネーは、その過程を「経済表」（Tableau économique）で視覚化した。

### マルクス
マルクス経済学では、経済再生産とは、経済活動の発生に必要な初期条件が絶えず再創造される反復的（または循環的）なプロセスを指す。
経済的再生産には、財やサービスの物理的生産と分配、財やサービスの貿易（交換や取引による流通）、財やサービスの消費（生産的消費または中間消費と最終消費の両方）が含まれる。
カール・マルクスは、『資本論』第2巻で、ケスネの独自の洞察を発展させて、資本、貨幣、商品の循環をモデル化し、どのような種類の社会でも起こるはずの再生産過程が、資本の循環によって資本主義社会でどのように起こりうるかを示した。
マルクスは「単純再生産」と「拡大再生産」を区別している。前者の場合、経済成長は起こらないが、後者の場合、経済を所定の水準に維持するのに必要な以上の生産が行われ、経済成長が可能になる。資本主義的生産様式では、前者の場合、賃金労働によって生み出された新たな剰余価値は、使用者によって消費に費やされる（またはため込まれる）のに対し、後者の場合、その一部が生産に再投資されるという違いがある。
ナイトは、人々（個人、家族）とグループとしての企業との間の貨幣の循環と経済的価値の循環を描き、こう説明した： 「企業システムの一般的な性格は、最も単純な用語に還元すると、貨幣の循環によって媒介される、個人と企業ユニットとの間の生産力と消費財との交換を示す図によって説明することができ、富の輪というおなじみの図を示唆する。
基本的な2部門循環型所得フローモデルでは、経済は2つの部門から構成される： (1）家計と（2）企業である。(家計を「個人」または「公共」、企業を「企業」または「生産部門」と呼ぶ資料もある）。このモデルでは、金融部門、政府部門、外国部門は存在しないと仮定している。さらに、このモデルは、(a)家計は支出を通じて、所得のすべてを財やサービス、つまり消費に費やし、(b)家計は支出を通じて、企業が生産したすべての生産物を購入すると仮定している。つまり、家計の支出はすべて企業の所得となる。企業は、この所得をすべて労働、資本、原材料などの生産要素に支出し、すべての所得を（家計である）要素所有者に「移転」する。家計である要素所有者は、その所得をすべて商品に費やし、所得が循環する。
三部門モデルは、二部門モデルに政府部門を加えたものである。したがって、3部門モデルには、(1)家計、(2)企業、(3)政府が含まれる。金融部門と海外部門は除外される。政府部門は、地方政府、州政府、連邦政府の経済活動で構成される。家計と企業から政府へのフローは税金の形で行われる。政府が受け取る所得は、補助金、移転、財やサービスの購入という形で企業や家計に流れる。すべての支払いには対応する受取がある。つまり、すべての資金の流れには、対応する反対方向の財の流れがある。その結果、経済の総支出は総所得と同じになり、循環的な流れを作る。
4部門モデルは、3部門モデルに海外部門を加えたものである。(海外部門は、「外部部門」、「海外部門」、「世界のその他の地域」とも呼ばれる）。したがって、4部門モデルには、(1)家計、(2)企業、(3)政府、(4)その他が含まれる。金融セクターは除外されている。対外部門は、(a)対外貿易（財・サービスの輸出入）、(b)資本（外国為替）の流入・流出で構成される。繰り返しになるが、資金の流れはそれぞれ、反対方向の財（またはサービス）の流れに対応している。4つの部門はそれぞれ、財やサービスの代わりに他の部門からいくらかの支払いを受け、財や物理的サービスの定期的な流れを作る。海外部門の追加
5部門モデルは、4部門モデルに金融部門を加えたものである。したがって、5部門モデルには、①家計、②企業、③政府、④その他、⑤金融部門が含まれる。金融セクターには、借入（家計からの貯蓄）と貸出（企業への投資）を行う銀行とノンバンクの仲介機関が含まれる。このようなやり取りを円滑にするのがマネーである。各市場からの残余は貯蓄として資本市場に入り、企業や政府部門に投資される。技術的に言えば、貸出と借入れが等しい限り（すなわち、漏出と注入が等しい限り）、循環の流れは無限に続く。しかし、この仕事は経済内の金融機関が担っている。
上記のような2部門モデルから5部門モデルへの移行（すなわち、家計と企業から始めて、政府部門、海外部門、金融部門を順次追加する）は一般的である。しかし、①家計、②企業、③金融部門を「民間部門」としてグループ化し、その後に④政府部門を加えて「国内部門」とし、⑤海外部門を加える著者もいる。また、貯蓄と投資の流れを説明するために、「金融部門」ではなく「資本市場」を用いるものもある。これらの情報源では、完全に特定されたモデルは4つの部門（家計、企業、政府、外国）に資本市場を加えたものであり、部門ではなく市場とみなされている。
政府部門が提供するリーケージは、家計や企業が政府に提供する税金（T）による歳入の徴収である。これは経常所得からの漏出であるため漏出であり、経常財・サービスへの支出を減少させる。政府部門が提供する注入は政府支出（G）であり、地域社会に集団サービスや福祉支払いを提供する。漏出として政府によって徴収される税の例は所得税であり、経済への注入は、政府がこの所得を福祉支払いの形で再分配することである。
この部門からの主な漏出は輸入（M）であり、これは居住者による海外への支出を表している。この部門からもたらされる主な注入は、財やサービスの輸出であり、これは輸出業者に海外居住者からの収入をもたらす。海外部門の活用例としては、オーストラリアから中国への羊毛輸出が挙げられる： 中国は羊毛の輸出者（農家）に代金を支払うため、より多くの資金が経済に流入し、それが注入となる。別の例としては、中国が羊毛をコートなどに加工し、オーストラリアが中国の輸出業者に代金を支払って製品を輸入する。
したがって、漏出量と注入量は等しいので、経済は安定した均衡状態にある。この状態は、均衡の状態とは異なり、漏出総額の合計が注入総額の合計と等しくない不平衡の状態と対比することができる。漏出と注入に値を与えることによって、所得の循環的な流れは、不平衡の状態を示すために使用することができる。不平衡は次のように示すことができる：

S＋T＋M＞I＋G＋X ならば、所得、生産、支出、雇用の水準は低下し、経済活動全体が後退または縮小する。しかし、S＋T＋M＜I＋G＋Xであれば、所得、生産、支出、雇用の水準は上昇し、経済活動の好況または拡大を引き起こす。
この問題に対処するため、5部門による所得循環モデルで不平衡が発生した場合、支出と生産高を変更することで均衡を取り戻す。例えば、次のような場合である：
S + T + M > I + G + X 所得、支出、生産のレベルは低下し、経済活動全体の縮小や不況を引き起こす。所得が減少すると、家計は貯蓄などあらゆる漏出を削減し、納税額も減少し、所得が減少すると輸入品への支出も減少する。その結果、漏出が注入と同額になるまで減少し、均衡水準が低下する。
非平衡のもう1つの方程式は、5部門モデルにおいてS＋T＋M＜I＋G＋Xの場合、所得、支出、生産の水準が大幅に上昇し、経済活動の好況を引き起こす。家計の所得が増えれば貯蓄の機会も増えるので、金融部門への貯蓄が増え、閾値の高いものへの課税が増え、輸入品により多く支出できるようになる。この場合、リーケージが増加すると、状況はより高いレベルの均衡となる。
循環フロー図は、経済全体を抽象化したものである。この図は、経済が自己再生産することを示唆している。つまり、家計が企業から商品やサービスを購入し、企業が家計から労働力を購入し、家計が商品やサービスを購入する。このプロセスは、永久機関として継続的に続く可能性があることを示唆している。しかし、熱力学の法則によれば、永久機関は存在しない。第一法則は、物質とエネルギーは創造も破壊もできないとし、第二法則は、物質とエネルギーは低エントロピーの有用な状態から、より低エントロピーの有用な状態へと移動すると述べている。従って、どんなシステムも、高エントロピーの廃棄物として排出される新しいエネルギーを投入しなければ、継続することはできない。どんな動物もそれ自身の廃棄物で生きることができないように、どんな経済も、それ自身を再生産するための新たなエネルギーの投入なしに、自らが生み出す廃棄物をリサイクルすることはできない。したがって、経済が全体であることはありえない。経済は、より大きな生態系のサブシステムでなければならない。

この抽象的な考え方は、貨幣、商品、サービス、生産要素の連続的な動きを支える物質とエネルギーの直線的な処理を無視している。物質とエネルギーは、太陽エネルギー、油田、漁業、鉱山など、エントロピーの低い自然資本の形で経済に入ってくる。これらの物質とエネルギーは、家計や企業が製品や富を生み出すために使用する。材料が使い切られた後、エネルギーと物質は、経済にとってもはや価値のない高エントロピーの廃棄物という形で経済を離れる。経済の循環的な流れの原動力となる自然素材は環境からもたらされ、廃棄物は経済が存在する大きな生態系に吸収されなければならない。
漏出や注入といった経済の基本を理解する上で、循環フロー図が役に立たないというわけではない。しかし、経済が本質的に天然資源を必要とし、何らかの方法で吸収しなければならない廃棄物を生み出すことを無視することはできない。経済は、その動力源となる物質とエネルギー、そして経済が生み出す廃棄物を吸収する能力があって初めて回り続けることができる。この物質と低エントロピー・エネルギー、そして廃棄物を吸収する能力は有限であり、したがって流れへのインプットと流れからのアウトプットの量も、環境が処理できる量も有限である。